# Teschler Béla
Teschler Béla (Almás, Szepes vármegye, 1868. április 23. – Gyöngyöspata, 1943. április 22.) plébános.

## Életrajza
Teschler Béla 1868. április 23-án született a Szepes vármegyei Almáson. 1890. augusztus 24-én szentelték pappá. Létánfalván volt segédlelkész, majd 1892-től Szepesolasziban, Felsőzubricán, Námesztón, 1894-től Ólublón, 1899-ben Rózsahegyen adminisztrátor és 1900-ban Vikartócon volt plébános, 1902-től pedig Liptóújvárott.   
1919-ben elűzték Liptóújvárról, az egri egyházmegye fogadta be. 1928-tól Gyöngyöspatán volt plébános. 
Cikkei az Egri Egyházmegyei Közlönyben jelentek meg 1923–1926 között.

## Fontosabb művei
- Liptó-Ujvár története kútforrások nyomán. Balassa Bálint korhű arcképével. Liptószentmiklós, 1906 (Ism. Pesti Hirlap 1906. 79. sz., Vasárnapi Ujság 35. sz.)
- Nepreklínaj! Z polského napisal. 2. kiad. Rózsahegy, 1914
- Visszapillantás a lykavai magyar királyi kincstári uradalom múltjába. Liptószentmiklós, 1918
- Vyklad sv. omše. Rózsahegy, 1919. 88